# 자양역 (황해남도)
자양역(紫陽驛)은 황해남도 벽성군의 철도역이다. 벽성역과의 사이에 국봉역이 있었다.